# Летавська Лучка
Лєтавска Лучка (словац. Lietavská Lúčka) — село, громада округу Жиліна, Жилінський край, регіон Горне Поважіє. Кадастрова площа громади — 6,5 км².
Населення 1840 осіб (станом на 31 грудня 2017 року).

## Історія
Лєтавска Лучка згадується 1393 року.

## Населення
| Рік:            | 1994. | 2004.   | 2014.   | 2024.   |
| --------------- | ----- | ------- | ------- | ------- |
| Кількість осіб: | 1791  | 1769    | 1774    | 1873    |
| Різниця:        |       | -1,22 % | +0,28 % | +5,58 % |

| Рік:            | 2023. | 2024.   |
| --------------- | ----- | ------- |
| Кількість осіб: | 1874  | 1873    |
| Різниця:        |       | -0,05 % |